# Голуб Олена Володимирівна
Олена Володимирівна Голуб (нар. 16 квітня 1962, Одеса) — українська працівниця культури, автор і виконавиця співаної поезії. Лауреат премії ім. Василя Стуса Української асоціації незалежної творчої інтелігенції (2006).

## До біографії
Закінчила Вінницький педагогічний інститут, педагогічний факультет та спецкурс із практичної психології.
1969 року переїхала з родиною до Києва, проживає у його передмісті. 1984–1991 працювала на Вінниччині у дошкільній установі, потім повернулася до Києва.
1999–2002 — завідувачка оргмасового відділу Київського міського Будинку вчителя, режисер-постановник багатьох літературно-мистецьких заходів: до Дня Соборності, дня пам'яті Героїв Крут, вечорів, присвячених визначним діячам і борцям за українську незалежність Івану Мазепі, Олені Телізі та іншим.
2002–2003 — завідувачка культурологічного сектору Української Всесвітньої Координаційної Ради.

## Творчість
Із середини 1990-х займається співаною поезією. У її репертуарі є твори Євгена Плужника, Олени Теліги, М. Йогансена, а також сучасних поетів Василя Стуса, Ліни Костенко, І. Жиленко, Є. Сверстюка та інших.
Співупорядник енциклопедичного довідника «Рух опору в Україні. 1960-1990-ті» (2010, 2012), упорядник книг «Поезії із-за ґрат» (2012), «Іноземці про українських політв'язнів. Спогади» (2013) (Українське незалежне видавництво «Смолоскип»).

## Дискографія
Записала кілька дисків-альбомів:
- «Миті висока нота» (1999).
- «Як голос флейти над рікою: Співані поезії» (2001),
- «Співані поезії Василя Стуса» (2004),
- «Лабіринти душі» (2007),
- «Веселкові колискові» (2013).

## Відзнаки
- Лауреат 1 Всеукраїнського фестивалю авторської пісні та співаної поезії ім. О. Теліги (1999)
- Лауреат премії ім. Василя Стуса Української асоціації незалежної творчої інтелігенції (2006)